# Atlantis

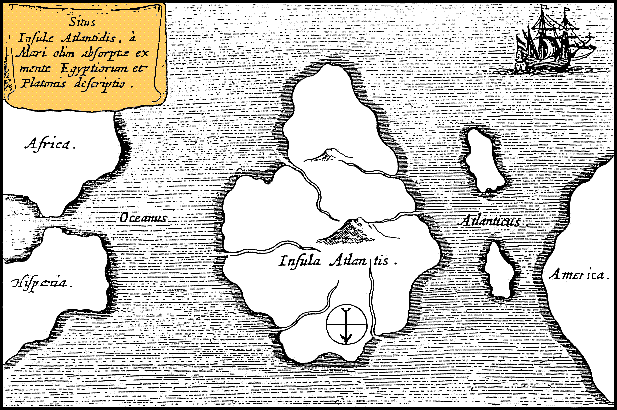
Bản đồ Atlantis của Athanasius Kircher, đặt nó ở giữa Đại Tây Dương, chép từ Mundus Subterraneus 1669, được xuất bản tại Amsterdam. Bản đồ được định hướng với phía nam ở trên cùng.

Atlantis (tiếng Hy Lạp cổ: Ἀτλαντὶς νῆσος, "Đảo Atlas ") là một hòn đảo hư cấu được đề cập như phép phúng dụ về sự kiêu ngạo của những quốc gia trong tác phẩm Timaeus và Critias của Platon. Nó là một lục địa lớn với nhiều đảo nhỏ vây quanh, là nơi con người sống theo bản năng tự nhiên và sức mạnh. Người Alantis đã xây dựng một nền khoa học khác hẳn và được xem như phép lạ ngày nay dựa trên sự rung động của kim thạch và âm thanh. Theo tác phẩm, Atlantis đại diện cho thế lực hải quân đối địch vây hãm "Athens thời Cổ đại". Atlantis cũng là hiện thân mang tính giả lịch sử về nhà nước lý tưởng của Platon trong Cộng hòa. Trong câu chuyện, Athens đẩy lùi cuộc tấn công của người Atlantis, họ không giống với bất kỳ quốc gia nào khác trên thế giới mà người Hy Lạp biết thời bấy giờ. Điều này được xem là minh chứng cho tính ưu việt trong quan niệm nhà nước của Platon. Câu chuyện kết thúc khi các vị thần không còn ban ân cho Atlantis nữa và kết cục là Atlantis bị chìm xuống Đại Tây Dương.
Mặc dù Atlantis chỉ đóng một vai trò nhỏ trong tác phẩm của Platon, nhưng câu chuyện về nó có tầm ảnh hưởng lớn đến lĩnh vực văn chương. Khía cạnh phúng dụ của Atlantis đã được sử dụng trong những tác phẩm không tưởng của một số nhà văn thời Phục hưng, chẳng hạn như New Atlantis của Thomas Bacon và Utopia của Thomas More. Bên cạnh đó, cũng có một số học giả nghiệp dư ở thế kỷ 19 hiểu sai cách kể chuyện phúng dụ của Platon thành truyền thuyết lịch sử, đáng chú ý nhất là tác phẩm Atlantis: The Antediluvian World của Ignatius L. Donnelly. Chỉ dẫn mơ hồ của Platon về thời gian của các sự kiện (xảy ra từ hơn 9.000 năm trước thời đại của ông), và vị trí được coi là của Atlantis ("vượt ra ngoài tầm của Trụ cột Heracles"), đã góp phần dẫn đến nhiều võ đoán giả khoa học. Kết quả là Atlantis trở thành lời giải thích cho tất cả những gì được coi là các nền văn minh thất lạc thời tiền sử, và tiếp tục truyền cảm hứng cho tác phẩm hư cấu đương đại, từ truyện tranh cho đến phim ảnh, hoạt hình, trò chơi điện tử.
Trong khi các nhà triết học và các nhà nghiên cứu cổ điển ngày nay đều đồng tình rằng câu chuyện về Atlantis là hư cấu, thì vẫn còn tranh cãi về những gì được cho là nguồn cảm hứng của nó. Platon được biết là đã mượn một số phép phúng dụ và ẩn dụ từ những truyền thuyết xưa cũ, chẳng hạn như câu chuyện về chiếc nhẫn của Gyges. Điều này khiến một số học giả điều tra nguồn cảm hứng của Atlantis có thể là từ các ghi chép của người Ai Cập về vụ phun trào Thera, cuộc xâm lược của tộc người biển cả (sea peoples), hoặc cuộc chiến thành Troia. Các nhà nghiên cứu khác thì cho rằng chuỗi truyền thuyết này là không có thật và nhấn mạnh rằng Platon đã sáng tạo ra một câu chuyện hoàn toàn hư cấu, lấy cảm hứng từ các sự kiện thời bấy giờ như thất bại trong cuộc xâm lược Sicily của người Athens trong khoảng thời gian 415-413 TCN hoặc sự kiện thành bang Helike bị tàn phá vào năm 373 TCN.

## Tác phẩm đối thoại của Platon

### Timaeus

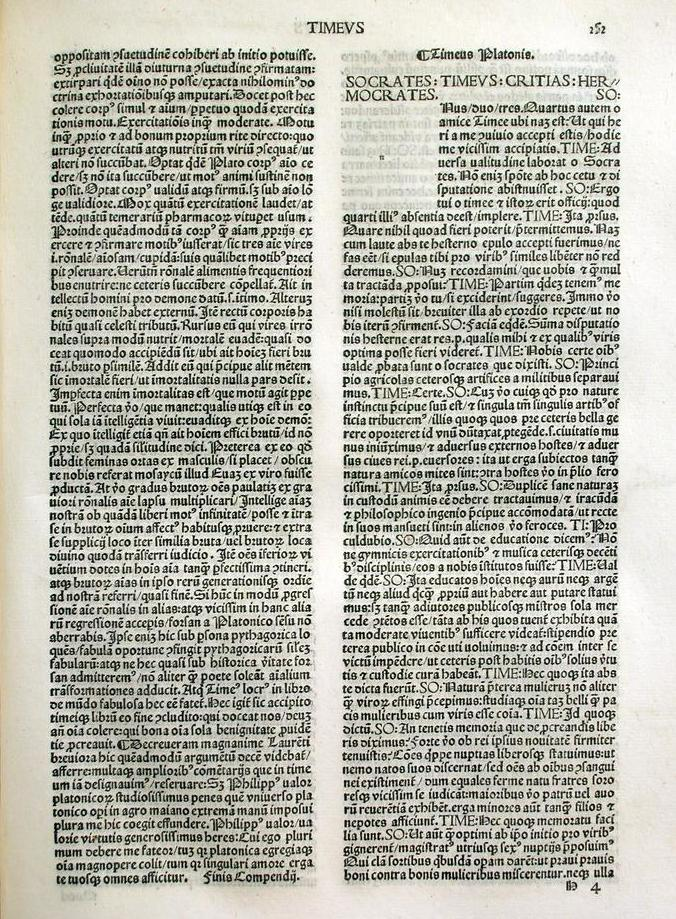
Một bản dịch tiếng Latinh thế kỷ 15 của tác phẩm Timaeus

Các nguồn chính duy nhất cho Atlantis là các cuộc đối thoại của Platon trong Timaeus và Critias; tất cả các đề cập khác của hòn đảo này đều dựa trên chúng. Các cuộc đối thoại tuyên bố trích dẫn Solon, người đã viếng thăm Ai Cập trong khoảng thời gian từ 590 đến 580 TCN; họ nói rằng ông đã dịch hồ sơ tiếng Ai Cập về Atlantis. Được viết vào năm 360 TCN, Platon đã giới thiệu về Atlantis trong Timaeus: 
Vì nó có liên quan trong hồ sơ của chúng tôi, đã có lúc Nhà nước của bạn ở lại một nơi có chủ nhà hùng mạnh, bắt đầu từ một điểm xa xôi trong đại dương Đại Tây Dương, đã tiến lên một cách xấc xược để tấn công toàn bộ châu Âu và châu Á để khởi động. Đối với đại dương lúc đó có thể điều hướng được; vì trước miệng mà người Hy Lạp gọi, như bạn nói, 'trụ cột của Herials', có một hòn đảo lớn hơn Libya và châu Á cùng nhau; và những người du hành thời đó có thể đi từ đảo này sang các đảo khác, và từ các đảo đến toàn bộ lục địa để chống lại chúng bao gồm đại dương thực sự đó. Đối với tất cả những gì chúng ta có ở đây, nằm trong miệng mà chúng ta nói, rõ ràng là một thiên đường có lối vào hẹp; nhưng câu trả lời đó là một đại dương thực sự, và vùng đất xung quanh nó có thể được gọi một cách đúng đắn nhất, theo nghĩa đầy đủ và chân thực nhất, một lục địa. Bây giờ ở hòn đảo Atlantis này đã tồn tại một liên minh các vị vua, có sức mạnh to lớn và kỳ diệu, nắm giữ tất cả các hòn đảo, và trên nhiều hòn đảo khác cũng như một phần của lục địa.

Bốn người xuất hiện trong hai cuộc đối thoại đó là các chính trị gia Critias và Hermocrates cũng như các nhà triết học Socrates và Timaeus của Locri, mặc dù chỉ có Critias nói về Atlantis. Trong các tác phẩm của mình, Platon sử dụng rộng rãi phương pháp Socrates để thảo luận về các vị trí trái ngược trong bối cảnh giả định.
Timaeus bắt đầu bằng một lời giới thiệu, tiếp theo là một tài khoản về sự sáng tạo và cấu trúc của vũ trụ và các nền văn minh cổ đại. Trong phần giới thiệu, Socrates suy nghĩ về một xã hội hoàn hảo, được mô tả trong tác phẩm Cộng hòa của Platon (khoảng năm 380 TCN), và tự hỏi liệu ông và các vị khách của mình có thể nhớ lại một câu chuyện minh họa một xã hội như vậy. Critias đề cập đến một câu chuyện mà ông coi là lịch sử, đó sẽ là ví dụ hoàn hảo, và sau đó ông đã làm theo bằng cách mô tả Atlantis như được ghi lại trong Critias. Trong ký ức của ông, Athens cổ đại dường như đại diện cho "xã hội hoàn hảo" và Atlantis là đối thủ của nó, đại diện cho sự đối nghịch của những đặc điểm "hoàn hảo" được mô tả trong tác phẩm Cộng hòa.

## Atlantis tại Đông Nam Á
Kể từ khi Stephen Oppenheimer có những nghiên cứu và nhận định rằng người Đông Nam Á chính là những chủ nhân của những con người tại các nền văn minh cổ đại là Ai Cập và Lưỡng Hà. Họ được cho là nhóm dân cư đã sống sót sau sự kiện đại hồng thuỷ hoặc những vùng đất bị nhấn chìm dần bởi mực nước biển ở cuối kỷ băng hà. Họ cũng là chủ nhân các kỹ thuật trồng lúa, đóng thuyền chính vì vậy những con người này đã đem tất cả những gì gọi là "văn minh" nhất thời đó đem theo để định cư phát triển và cả bao gồm câu chuyện Đại Hồng Thuỷ nêu trên.
Năm 2017 nhà địa chất học người Indonesia là Dhani Irwanto, ông đã công bố công trình đồ sộ về việc chứng minh địa điểm Atlantis là ở tại khu vực biển Java, nằm trên thềm lục địa phía nam rộng lớn Sundaland cách đây hơn 11.000 năm TCN. Nền văn minh này là sự phát triển tiền nhiệm bởi nhiều những nền văn minh khác, bởi lẽ tại vùng biển Java có nhiều dấu tích về con người đã có sự phát triển vượt bậc hơn những nơi khác trên trái đất vốn được xem là thời kỳ đồ đá mới - săn bắt hái lượm vẫn là xu hướng chính. Và dấu tích nổi bật nhất là Đền - Kim tự tháp Gunung Padang có niên đại hơn 20.000 năm TCN, điều này đặt một dấu chấm hỏi về lịch sử loài người.
Atlantis đã có hình thái là một cộng đồng con người chung sống với số lượng dân số đông đúc, tuy nhiên thành phố của họ xây dựng trên những vùng đất thấp, chính vì thế khi kỷ Younger Dryas vừa kết thúc, mực nước biển dâng đột ngột kết hợp sự vận động các mảng địa chất đã tạo nên vô số các cơn sóng thần tác động mọi nơi trên trái đất trong đó có Atlantis. Điều này trùng khớp với những mô tả của Plato về việc lục địa ấy bị nhấn chìm trong một đêm.

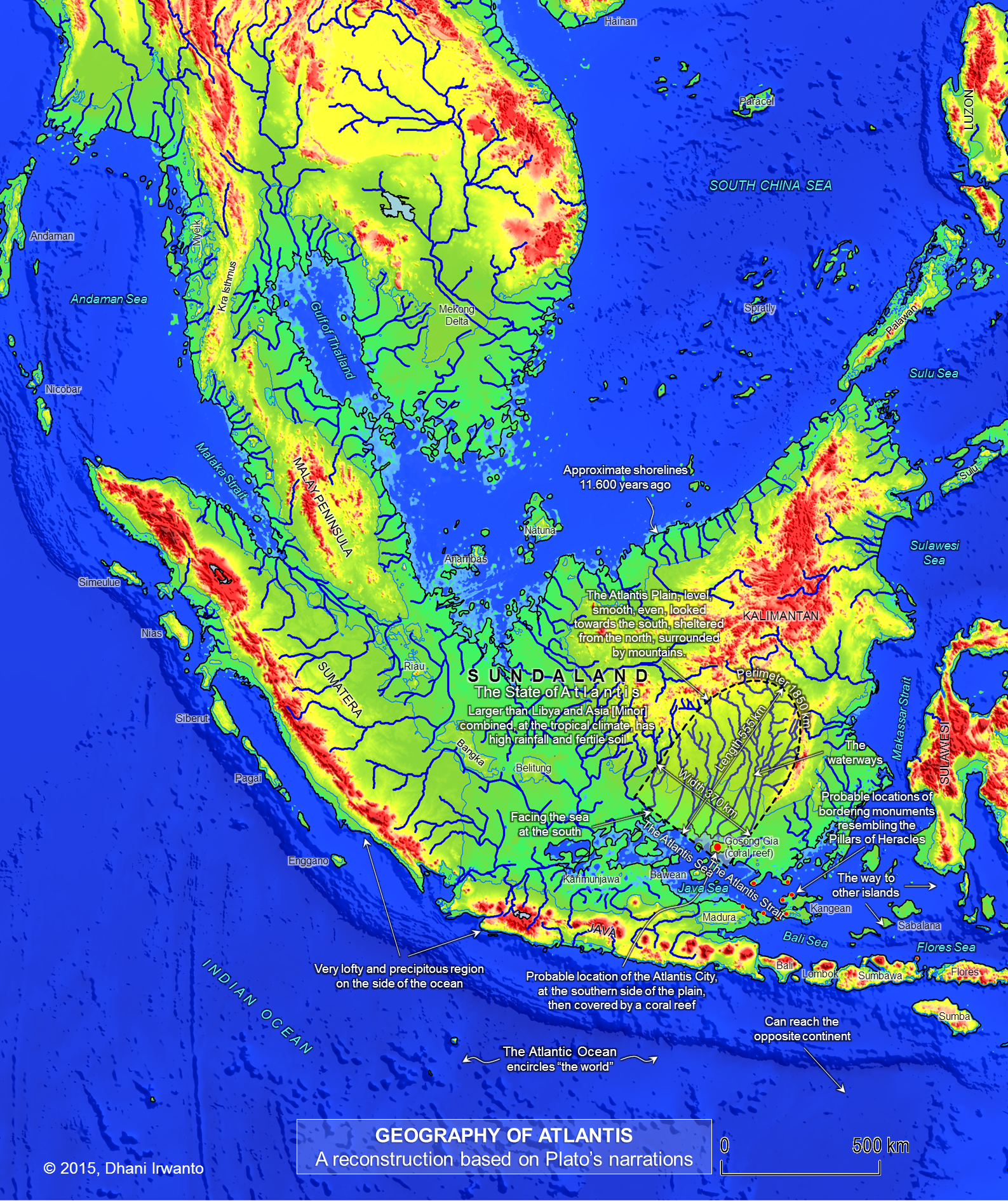
Atlantis in Sundaland By Irwanto

Dhani Irwanto cho rằng cái tên Atlantis là sự biến tấu phù hợp theo thị hiếu văn hoá Hy Lạp của những con người kể chuyện. Trên thực tế Atlantis chỉ là cái tên ám chỉ vùng đất bị nhấn chìm bởi cơn đại hồng thuỷ. Plato đã có hơn 60 chi tiết mô tả về vùng đất ấy, những mô tả ấy lại có những thông tin về địa chất, điều kiện tự nhiên, khí hậu nhiệt đới, sinh vật đa dạng... phù hợp vùng đất tại Đông Nam Á hơn là các khu vực địa lý khác. Plato được kể nghe câu chuyện về Atlantis bởi sự truyền miệng từ đời này sang đời khác và gốc gác câu chuyện đến từ ông cậu của Plato sống cách đây 300 năm đã từng hành hương đến Ai Cập, và được nghe những câu chuyện được truyền miệng về thành phố - vùng đất bị nhấn chìm.
Vị trí thủ phủ Atlantis mà Dhani Irwanto xác định là mảng địa chất hiện đang chìm dưới đại dương và được bao phủ bởi rạng san hô Gosong Gia.